# Bikini Kill
Bikini Kill — американський панк-рок гурт, заснований в Олімпії, штат Вашингтон, у жовтні 1990 року. До складу групи входили співачка та авторка пісень Кетлін Ханна, гітарист Біллі Каррен, басистка Кеті Вілкокс і барабанщица Тобі Вейл. Гурт був піонером руху riot grrrl із феміністичними текстами та запальними виступами. Їхня музика є характерно абразивною під впливом хардкору. Після двох повноцінних альбомів, кількох міні-альбомів і двох компіляцій вони розпалися в 1997 році. Гурт возз’єднався для турів у 2019 і 2022 роках з Ерікою Дон Лайл на гітарі замість Біллі Каррена.

## Історія
Гурт Bikini Kill був створений у жовтні 1990 року Кетлін Ханною (вокал), Біллі Карреном (гітара), Кеті Вілкокс (бас) і Тобі Вейл (ударні). Ханна, Вейл і Вілкокс познайомилися під час навчання в The Evergreen State College у Вашингтоні. 
Ханна також опублікувала фанзин під назвою Bikini Kill для своїх перших турів у 1991 році. Гурт разом писав пісні та заохочував жіночу аудиторію на своїх концертах, закликаючи жінок виходити на сцену та роздавати ліричні аркуші, Ханна також пірнала в натовп, щоб власноруч усунути чоловічих хеклерів. Такі чоловіки-глядачі часто словесно та фізично нападали на Ханну під час концертів, коли квитки були ще недорогими та їх було легко придбати. Проте група охоплювала широку аудиторію як чоловіків, так і жінок. 
Також музикантка жанру riot grrrl, Лоїс Маффео спочатку взяла назву гурту Bikini Kill, натхненну фільмом 1967 року «Мільйон очей Сумуру». Вона та її подруга Маргарет Догерті використали цю назву для одноразового виступу наприкінці 1980-х, де вони одягнули костюми печерних дівчат із штучного хутра. Назва сподобалася Вейл, і вона присвоїла її після того, як Маффео зупинилася на назві групи Cradle Robbers.

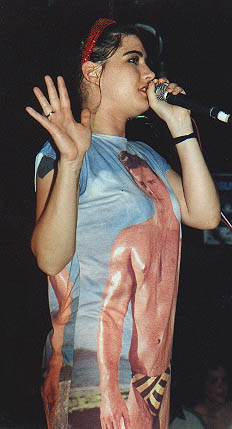
Кетлін Ханна на виступі в Австралії, 1996 рік

Після незалежної демо-касети «Revolution Girl Style Now» Bikini Kill випустили EP «Bikini Kill» на інді-лейблі Kill Rock Stars, спродюсований Яном Маккеєм з Minor Threat і Fugazi, альбом почав закріплювати аудиторію гурту. 
Дебютний альбом групи, «Pussy Whipped», був випущений у вересні 1993 року. Bikini Kill гастролювали в Лондоні, щоб розпочати роботу з Huggy Bear, випустивши роздільний альбом «Our Troubled Youth / Yeah Yeah Yeah Yeah» та гастролюючи Великобританією. Тур був темою документального фільму Люсі Тейн під назвою «It Changed My Life: Bikini Kill in the UK».
Після повернення до Сполучених Штатів група почала співпрацювати з Джоан Джетт з Runaways, чию музику Ханна описала як ранній приклад естетики Riot Grrrl. Джетт продюсувала сингл «New Radio» та «Rebel Girl» для групи, а Ханна написала кілька пісень для альбому Джетт «Pure and Simple». 
У наступному році жанр Riot Grrrl отримував постійну увагу в ЗМІ, а Bikini Kill все частіше називали піонерами руху. Ханна закликала до "вимкнення медіа" серед прихильників Riot Grrrls, оскільки вони відчували, що гурт і рух неправильно представляють ЗМІ. Репутація піонера зберігається, але, як згадує Ханна, "Bikini Kill дуже паплюжили протягом 90-х багато людей і ненавиділи стільки людей, і я думаю, що це було наче викреслено з історії, люди кидали нам ланцюги на голови – люди ненавиділи нас, і було дуже, дуже важко бути в цій групі". 
Останній альбом групи, «Reject All American», був випущений у 1996 році. Після розпаду гурту в 1997 році, збірка синглів записаних між 1993 і 1995 роками, була випущена в 1998 році під назвою «The Singles».

## Після розпаду
Влітку 1992 року Біллі Карреном, Кеті Вілкокс, Тобі Вейл і Моллі Нойман (з Bratmobile) був створений гурт The Frumpies, і гастролював аж на початку 2000-х років разом із схожим італійським панк-рок гуртом Dada Swing.
Вейл, сумно відома своїми численними побічними проектами та перебуванням у кількох групах одночасно, пізніше відродилася в групі під назвою Spider and the Webs і грала з Old Haunts, поки група не розпалася в 2009 році. 
Кеті Вілкокс грала в The Casual Dots, який на сьогоднішній день випустив лише один альбом, а Біллі Каррен грав у Ghost Mom. Ханна спочатку взяла участь у записі платівки під назвою «Real Fiction» як учасниця The Fakes, а потім звернулася до більш танцювальної музики нової хвилі (з подібними феміністськими ліричними темами) у своєму сольному дебюті Julie Ruin. Потім вона стала членом нової групи Le Tigre. Після розпаду Le Tigre Ханна стала фронтвумен гурту, названого на честь її сольного проекту Julie Ruin, у якому Вілкокс грає на бас-гітарі.
У лютому 2016 року кліп на підтримку Гілларі Клінтон із використанням пісні Bikini Kill «Rebel Girl» став вірусним, але був знятий Вейлом (який підтримав Берні Сандерса на праймериз).

## Возз'єднання
У 2017 році Кетлін Ханна, Кеті Вілкокс і Тобі Вейл возз’єдналися, щоб зіграти пісню на концерті, присвяченому випуску книги Дженн Пеллі про гурт the Raincoats. 
15 січня 2019 року Bikini Kill анонсували чотири шоу у Нью-Йорку та Лос-Анджелесі. У складі цих концертів були Ханна, Вілкокс, Вейл і гастролююча гітаристка Еріка Доун Лайл, яка замінила Біллі Каррена в складі.
Перший показ відбувся 25 квітня в Hollywood Palladium з Еліс Бег яка його відкривала. У червні гурт відіграв два європейські концерти: у Лондоні в Brixton Academy за підтримки Big Joanie, а також Tuts та Child's Pose. 15 вересня вони виступили хедлайнерами третього дня фестивалю Riot Fest у Чикаго.
6 листопада 2019 року Bikini Kill оголосили про 13-денний північноамериканський тур на 2020 рік, який розпочнеться в Олімпії, штат Вашингтон. Склад цих шоу був таким самим як і в 2019 року, починаючи з 13 березня 2020 року в театрі Капітолій в Олімпії. Залишок туру по Західному узбережжю включав шоу у Вікторії, Британська Колумбія, де вони мали відбутися за підтримки Mecca Normal, і в Портленді за підтримки Lithics. Тур було перенесено на 2022 рік 
На початку 2020 року в інтерв’ю Pitchfork Ханна заявила, що на цей час гурт не планує створювати новий матеріал.

## Склад
Поточний
- Кетлін Ханна  – вокал (1990-1997, 2017, 2019-тепер), бас-гітара (1990-1991)
- Кеті Вілкокс  — бас-гітара (1990-1997, 2017, 2019-тепер), гітари (1990-1991)
- Тобі Вейл  — ударні (1990-1997, 2017, 2019-тепер)

Колишній
- Біллі Каррен  — гітари (1991-1997)

## Дискографія
- Revolution Girl Style Now (1991)
- Yeah Yeah Yeah Yeah (1993)
- Pussy Whipped (1993)
- Reject All American (1996)
- The Singles (1998)
- The First Two Records (2014)